# Tula (Hidalgo)
Tula de Allende (Nahuatl: Tollan, Otomí: Mähñem’i) is een mijnbouwstadje in de Mexicaanse deelstaat Hidalgo. De plaats heeft 28.432 inwoners (census 2005) en is de hoofdplaats van de gemeente Tula de Allende.
Tula is gesticht in 1531 op de plaats van Tollan, de oude hoofdstad van de Tolteken, die op haar hoogtepunt was in de 11e eeuw na Christus. Bekende inwoners van Tula waren José Joaquín Fernández de Lizardi en Justo Sierra Méndez.

## Geboren
- Elías Montiel (2005), voetballer